# 훌라 계획
훌라 계획(Project Hula)은 제2차 세계 대전 중에 미국이 소련에 해군 함정을 인도한 프로그램으로 이는 소련이 결국 일본과의 전쟁에 참전할 것에 대비한 것이었다. 특히 소련의 남사할린과 쿠릴 열도 침공을 준비하는 차원에서 진행되었다. 알래스카 준주 콜드베이를 기반으로 1945년 봄과 여름 동안 활발하게 진행되었으며 제2차 세계대전 중 가장 규모가 크고 야심찬 함정 이전 프로그램이었다.

## 훌라 계획의 기원
러시아 제국과 일본은 1904~1905년에 러일 전쟁을 치렀고, 그 후 일본은 1918~1920년에 있었던 러시아 내전인 시베리아 개입 때 군대를 시베리아에 파병했다. 소련이 수립된 이후에도 두 나라는 동북아시아에서 계속 라이벌 관계를 유지하며 적대감을 키웠다.
1930년대 동아시아에서 일본의 정치·군사적 공격성이 심화되면서, 만주국(일본의 괴뢰국) 영토 내 만주에서 소련군과 일본국 간 국경 충돌이 발생했다. 1937년 아무르강의 칸차츠섬과 1939년 할힌골전투에서 두 나라 군대가 충돌했다. 그러나 1939년 이후 두 나라는 다른 곳으로 시선을 돌렸다. 일본은 중일전쟁(제2차 중일전쟁)에 집중했고 소련은 독일과의 몰로토프-리벤트로프 조약을 체결하며 유럽 정세에 주력했다. 결국 1941년 4월 13일 양국은 소련-일본 중립 조약을 체결했다. 
소련은 1941년 6월 독일의 침공을 받으면서 제2차 세계대전에 참전했고, 일본은 1941년 12월 서태평양과 동남아시아에서 연합군을 공격하면서 전쟁에 뛰어들었다. 이로 인해 두 나라는 전쟁에서 서로 적대적인 진영에 속하게 되었지만, 당시 양측 모두 이미 진행 중인 전쟁에 집중해야 했기 때문에 상대방과의 군사적 충돌을 원하지 않았다. 따라서 제2차 세계 대전이 거의 끝날 때까지 양국은 철저한 중립을 유지했다.
일본은 미국의 무기대여법(Lend-Lease) 지원을 통해 북태평양을 경유하여 소련으로 보내지는 군수 물자를 실은 선박에 대해, 전쟁 물자가 포함되지 않았는지 점검하고 미국 선박이 소련 국기로 위장하는 행위에 항의하는 정도에 그쳤을 뿐, 이를 적극적으로 방해하지 않았다. 반면, 소련은 일본을 자극할 수 있는 어떠한 조치도 회피하며, 미국이 요청한 대일(對日) 공습을 위한 미군 항공기의 소련 기지 배치를 거부했고, 연합국이 일본을 견제하기 위해 요구한 다른 행동들에도 응하지 않았다.
소련의 지도자 이오시프 스탈린은 독일이 패배하기 전까지는 일본과의 전쟁에 개입할 수 없다는 입장을 견지했다.
1944년 10월 스탈린은 소련 주재 미국 대사인 에버렐 해리먼과 회동에서 마침내 일본과의 전쟁에 참전할 의사를 밝혔다. 그러나 이는 독일이 항복한 후 3개월이 지난 시점에 이루어질 것이라고 조건을 달았다. 소련은 전쟁 중에 막대한 군사적, 경제적 손실을 입었으므로, 스탈린은 대일 전쟁 개입의 전제 조건으로 연합국이 동아시아와 태평양에서 군사력과 군수 물자를 충분히 지원할 것을 요구했다.
소련은 필요한 장비 목록을 미국에 전달했으며 미국은 이를 마일포스트(MILEPOST)라는 암호명으로 부르며 대응하기 시작했다. 이후 미국은 소련에 대한 연간 무기대여법과는 별도로 이 요구 사항을 충족하기 위한 추가 지원을 준비했다. 
마일포스트 계획의 일환으로 1944년 12월 20일 소련 해군 블라디미르 알라푸조프 제독과 모스크바 주재 미군 대표단 부사령관 클라렌스 E. 올슨 소장이 회담을 가졌다. 이 자리에서 미국이 소련에 이전할 12종의 선박과 항공기 목록을 합의했다. 이전될 선박에는 호위함, 상륙함, 소해정 등 다양한 유형의 군함이 포함되었다. 또한 올슨은 소련 해군 장병들이 이전받은 선박을 효과적으로 운용할 수 있도록 미국 측이 훈련 프로그램을 즉시 마련할 것을 제안했다. 이를 통해 소련 승조원들이 미국 군사 요원으로부터 직접 선박 운용 교육을 받을 수 있도록 하는 방안이 논의되었다.

## 장소
1945년 1월 초, 소련 해군 총사령관 니콜라이 게라시모비치 쿠즈네초프 제독은 미국이 선박 이전 및 승조원 훈련 장소를 알래스카 준주의 알류샨 열도에 마련할 것을 제안했다. 알류샨 열도는 민간인이 거의 없는 지역이기 때문에 이 작전을 극비리에 진행할 수 있어 일본에 노출되지 않고, 소련을 자극할 가능성을 줄일 수 있다는 점이 고려되었다.
쿠즈네초프 제독은 특히 우날래스카 섬(Unalaska Island)의 더치 하버(Dutch Harbor)를 적절한 장소로 추천했다. 더치 하버와 인근 아쿠탄(Akutan)은 소련 해군과 상선이 자주 기항하는 곳이었으며, 소련 승조원들이 해당 해역에 익숙하다는 점에서 훈련 및 선박 인수에 유리한 조건을 갖추고 있었다.

1945년 1월 18일, 미 해군 작전참모총장이자 총사령관인 어니스트 J. 킹(Ernest J. King) 원수는 북태평양 함대 사령관 프랭크 잭 플레처(Frank Jack Fletcher) 제독에게 연락하여, 1945년 4월부터 12월까지 약 250척의 선박과 함정을 소련에 이전할 계획임을 알렸다. 또한, 이전 장소에는 약 2,500명의 인원이 상주하며, 2주마다 교대하는 방식으로 운영될 예정이라며, 더치 하버(Dutch Harbor)가 이러한 계획을 수용할 수 있을지 검토해 줄 것을 요청했다.
플레처 제독은 1945년 1월 29일 회신을 통해 더치 하버는 부적절하다고 판단했다. 그 이유는 다음과 같았다.
- 숙소와 훈련 공간이 부족함
- 항구의 규모가 작아 대량의 선박을 수용하기 어려움
- 파도가 거칠어 안전한 훈련이 어렵고, 보호 시설이 부족함

이에 따라 플레처 제독은 알래스카 반도(Alaska Peninsula)의 콜드 베이(Cold Bay) 를 더 적합한 장소로 추천했다. 콜드 베이는 자연적으로 보호된 항구와 해안 시설이 있으며, 민간인이 전혀 없어 보안 유지에 용이하다는 장점이 있었다.
그의 차선책은 코디악 섬(Kodiak Island)이었으나, 이곳은 육상 시설은 충분했지만 항구가 거친 바다로부터 충분히 보호되지 못하는 문제가 있었다. 더치 하버는 세 번째 선택지에 불과했다.
이에 따라 킹 원수는 미군 모스크바 대표단에 콜드 베이를 최종 선정한 사실을 공식적으로 통보했다.
1945년 2월 8일 얄타 회담(Yalta Conference) 에서 열린 회의에서, 소련 해군 총사령관 니콜라이 쿠즈네초프(Nikolai Kuznetsov) 제독은 더치 하버(Dutch Harbor)를 소련의 최우선 선택지, 코디악(Kodiak)을 차선책으로 제시했다. 그러나 미 해군 작전참모총장 어니스트 J. 킹(Ernest J. King) 원수는 미국이 콜드 베이(Cold Bay)를 최종 선정했다는 결정을 통보했다. 쿠즈네초프 제독은 콜드 베이에 대해 익숙하지 않았으나, 지도를 통해 위치를 확인한 후 즉시 이를 훈련 장소로 받아들였다.

## 계획

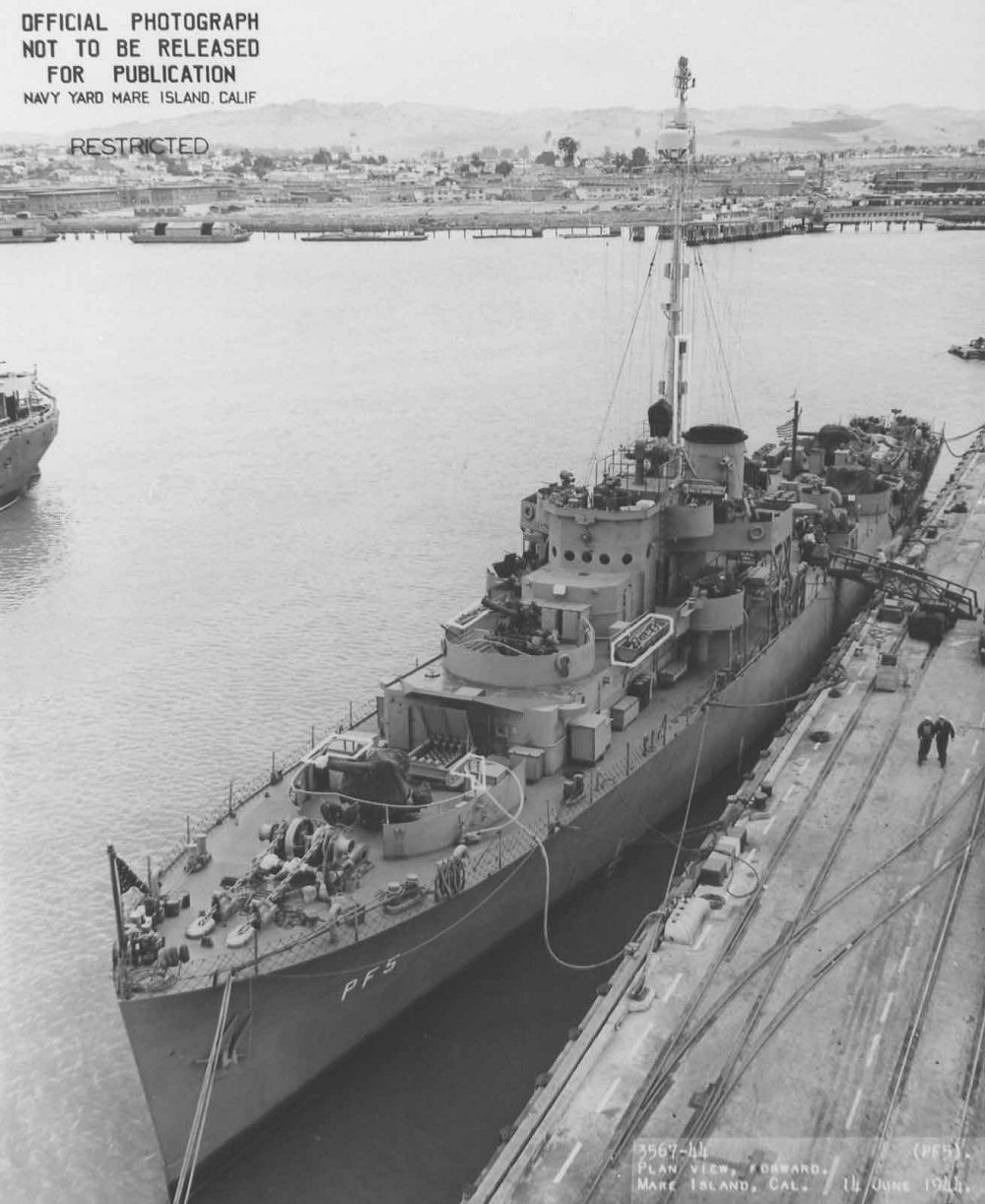

1945년 2월 중순, 어니스트 J. 킹(Ernest J. King) 원수는 이전 및 훈련 프로그램을 공식적으로 "훌라 계획(Project Hula)"으로 명명하고, 프랭크 잭 플레처(Frank Jack Fletcher) 제독에게 콜드 베이(Cold Bay)의 포트 랜달(Fort Randall) 재정비를 지시했다.
포트 랜달은 1944년 11월에 폐쇄된 미 육군 기지였으나, 훌라 계획 수행을 위해 재활성화될 예정이었다. 킹 원수는 플레처 제독에게 다음과 같은 일정을 전달했다.
- 1945년 3월 24일까지 훈련 책임자로 임명된 장교와 그의 참모진이 콜드 베이에 도착
- 1945년 4월 1일까지 첫 번째 소련군 훈련생 2,500명 도착
- 1945년 5월 1일까지 추가 550명 도착
- 1945년 6월 1일까지 추가 2,000명 도착

이러한 계획에 따라, 소련 해군 승조원들은 미국 해군으로부터 함정 운용 및 전술 훈련을 받게 되었다.
훌라 계획 초기 해결해야 할 문제 중 하나는 소련 해군 인력을 콜드 베이(Cold Bay)로 어떻게 수송할 것인가였다.
1945년 2월 얄타 회담(Yalta Conference) 에서 소련 해군 총사령관 니콜라이 쿠즈네초프(Nikolai Kuznetsov) 제독은 처음에 다음과 같은 방안을 제안했다. 유럽에서 화물을 하역한 후 북아메리카로 돌아오는 연합국 상선들이 소련군 인력을 미국 동해안으로 수송하고, 이후 대륙을 횡단하여 서해안으로 이동한 뒤, 다시 선박을 이용해 콜드 베이로 보내는 계획이었다. 그러나 태평양 지역의 연합군 선박 부족 문제로 인해 이 계획은 실현 가능성이 낮았다.
이에 따라 얄타 회담 다음 날, 소련 정부 구매위원회 부위원장 A. A. 야키모프(Admiral A. A. Yakimov) 제독은 미국이 리버티(Liberty) 선박 3척 또는 유사한 함정을 소련에 이전하고, 이를 이용해 소련군 인력을 콜드 베이로 수송하는 방안을 제안했다. 이 경우, 소련 극동 지역의 항구에서 출발할 것으로 예상되었다. 그러나 연합군 선박 부족 문제는 이 계획도 무산시키는 요인이 되었다.
1945년 2월 24일, 미 해군 부사령관 리처드 S. 에드워즈(Richard S. Edwards) 중장은 야키모프 제독에게 대안 방안을 통보했다. 이전되는 어뢰정(motor torpedo boats)과 분해된 자주식 바지선(self-propelled pontoon barges) 두 척을 미국 서해안에서 소련 극동 지역으로 직접 수송하며, 콜드 베이를 경유하지 않도록 조정하는 것이었다. 이를 통해 콜드 베이로 이동해야 하는 소련군 인력에 대한 선박 수요를 줄이는 방안을 마련했다.
결국, 소련은 자체 상선을 이용해 콜드 베이로 인력을 수송하는 것으로 결정했다. 이들은 미국 서해안에서 소련 극동 지역으로 무기대여법(Lend-Lease) 물자를 수송하는 정기 항로를 이용하며, 각 선박은 약 600명의 소련군 인력을 태우는 방식을 선택했다.
미국은 1945년 11월 1일까지 총 180척의 함정을 소련에 이전하고, 약 15,000명의 소련 해군 인력을 훈련시키기로 결정했다.
이전될 함정은 타코마급 초계 프리깃함 30척, 어드미러블급 소해정 24척, 보조 모터 소해정 36척, 대형 보병 상륙정 30척, 잠수함 추적정 56척, 부유식 수리선 4척이었다. 이 함정들은 콜드 베이에서 소련 해군에 공식 인도되는 즉시 소련 해군에 편입되었다.
소련 해군으로 편입된 함정들은 미 해군의 호위를 받으며 태평양을 건너 소련 극동 지역으로 이동했다. 콜드 베이에서 출항한 선단은 미 해군 호위와 함께 유니막 해협을 통과한 후 알류샨 열도의 북쪽 해역을 따라 서진했다. 보조 모터 소해정과 잠수함 추적정과 같은 소형 함정들은 장거리 항해가 어려워 애닥에서 연료를 보급받고 보급품을 재적재한 후 출항했다.
아투 섬 북서쪽 해역에서 미 해군 호위부대가 철수하고, 소련 해군 호위부대가 선단을 인수했다. 이후 선단은 코만도르스키예 제도 북쪽 해역을 따라 항해해 캄차카 반도의 페트로파블롭스크-캄차츠키에 도착한 후 각 함정은 지정된 모항으로 개별 이동했다.
소련은 1945년 3월 말 또는 4월 초, 다섯 척의 상선을 이용해 첫 번째 소련 인력을 콜드 베이(Cold Bay)에 도착시킬 계획을 세웠다. 정확한 일정은 소련 극동 지역의 빙해(氷海) 상황에 따라 조정될 예정이었다.
첫 번째 상선에는 소장(Rear Admiral)이 이끄는 23명의 참모진, 다섯 개의 하위 참모진 중 세 그룹(각 11-17명), 45-50명의 통역사가 탑승할 예정이었다.
콜드 베이에 도착한 소련 인력은 훈련 및 이전 프로그램을 지휘하는 미국 장교의 총지휘하에 들어가며, 머무는 동안 미국 측의 명령에 무조건적으로 따를 것을 명령받았다.

## 훌라 계획의 시작
미 해군은 훌라 계획을 위해 해군 제3294특별부대(Naval Detachment No. 3294) 를 창설하고, 콜드 베이에서 진행될 모든 훈련 및 이전 작업을 전담하도록 지정했다.
1945년 3월 7일, 워싱턴 D.C.에 있던 윌리엄 S. 맥스웰(William S. Maxwell) 중령이 해당 부대의 지휘관으로 임명되었다. 워싱턴을 떠나기 전, 맥스웰 중령은 콜드 베이에 배치될 러시아어 통역 인력을 추가할 것을 제안했으며, 미 해군 함정국(Bureau of Ships) 에게 이전될 각 함정이 모든 승인된 장비를 적재 및 설치한 상태로 콜드 베이에 도착할 것과 이전이 승인되지 않은 장비는 실리지 않도록 철저히 관리할 것을 요청했다. 그 후, 그는 콜드 베이로 향했다.
1945년 3월 19일, 콜드 베이에 도착한 맥스웰 중령은 대령(Captain)으로 승진하였으며, 다음 날 해군 기지의 지휘권을 공식적으로 인수했다.
그의 지휘 아래에는 미 해군 및 미국 해안경비대 소속 694명, 미 해병대 47명, 미 육군 605명이 포함되어 있었으며, 이후 육군 인력이 해군 인력으로 교체되면서 총 인원은 약 1,500명 수준에서 안정화되었다.
맥스웰 대령은 도착 후, 그의 부지휘관이자 미 해안경비대 소속인 존 J. 허트슨(John J. Hutson) 소령이 이끄는 선발대가 이미 제3294특별부대의 대잠전(Antisubmarine Warfare) 부서를 설립한 상태임을 확인했다. 그러나, 해군 시설의 상태가 예상보다 훨씬 열악하다는 사실도 알게 되었다.
이에 따라 그는 1944년 11월 이후 폐쇄된 포트 랜달(Fort Randall)로 지휘부를 옮기고, 훌라 계획을 지원할 수 있도록 시설 재정비를 시작했다.
이 과정에서 다음과 같은 작업이 수행되었다.
- 숙소, 강의실, 영화관, 라디오 방송국, 소프트볼 경기장 건설
- 무전기, 레이더, 소해 장비, 자이로 나침반, 엔진, 영화 영사기, 교육용 필름 등 훈련 장비 확보
- 무선 및 레이더 운용, 공학, 포술, 기뢰 제거, 피해 통제, 상륙정 운용 등 다양한 분야의 강사 선정 및 교육 과정 개설

이러한 준비를 통해, 훌라 계획의 훈련 및 함정 이전 작업이 원활하게 진행될 수 있는 기반이 마련되었다.
1945년 3월 23일, 콜드 베이에 처음 도착한 소련 인력은 소련 구매위원회(Soviet Purchasing Commission) 소속 인원이었다.
맥스웰 대령은 소련군이 본격적인 해상 훈련을 시작하기 전에 상당한 이론 교육이 필요할 것이라고 판단했다. 그러나 소련 장교들은 해상 훈련을 더욱 중점적으로 진행해야 한다는 입장을 고수하며 이견을 보였다. 이에 따라 양측은 일주일 동안 훈련 프로그램 조율 작업을 진행했으며, 상호 합의할 수 있는 절충안을 도출하는 데 성공했다. 이는 이후 도착할 소련군 훈련생들의 교육 과정이 원활히 진행될 수 있는 기반을 마련한 중요한 과정이었다. 
1945년 4월 10일부터 14일까지 매일 한 척씩, 총 다섯 척의 소련 상선이 콜드 베이에 도착했다. 각 선박은 약 500명의 소련 훈련생을 태우고 있었으며, 이 기간 동안 총 2,358명의 소련군 인력이 상륙했다. 이들은 이후 소련 해군 제16 소해함 사단(16th Minesweeper Division)과 제2 대잠초계함 사단(2nd Submarine Chaser Division) 을 구성하게 될 인원이었다.
당시 콜드 베이에 주둔한 미군 인원은 1,350명이었다.
1945년 4월 11일, 소련 해군 소장 보리스 디미트리예비치 포포프(Boris Dimitrievich Popov) 제독이 증기선 세바스토폴(Sevastopol)호를 타고 도착했으며, 콜드 베이에 주둔한 소련군의 지휘권을 공식적으로 인수했다.
소련 해군은 콜드 베이에 주둔한 자국 인력을 "소련 해군 제5 독립 함대 분견대(5th Independent Detachment of Soviet Navy Ships)"로 명명했다. 

## 훈련 및 이전
1945년 4월 16일, 소련 해군 장교 220명과 병사 1,895명이 콜드 베이에서 본격적인 훈련을 시작했다. 이들은 함종별로 나뉜 후, 개별 함정 배속에 따라 다시 세분화되었다.
소련군은 훈련에 매우 진지하게 임했으나, 미군 교관들은 즉시 몇 가지 중대한 문제에 직면했다. 소련 인력은 레이더, 소나, 추진 기관에 대한 이해가 전혀 없었으며, 러시아어로 된 훈련 교재도 부족했다.
이를 해결하기 위해 소련 구매위원회(Soviet Purchasing Commission)와 제5 독립 함대 분견대(5th Independent Detachment) 소속 인력들이 직접 러시아어 훈련 교재를 제작하여 훌라 계획에서 활용할 수 있도록 조치했다.
함정과 관련된 물적 문제도 발생했다. 미 해군 함정국(Bureau of Ships) 은 이전될 함정이 모든 승인된 장비를 완비한 상태로 도착하도록 보장해 달라는 맥스웰 대령의 요청을 제대로 이행하지 않았다. 그 결과, 훈련 초기 단계에서 콜드 베이에 도착한 모든 함정이 승인된 장비를 완전히 갖추지 못했거나, 이전이 허가되지 않은 장비가 그대로 남아 있는 상태였다.
이를 해결하기 위해 필요한 장비를 매일 포트 랜달(Fort Randall) 육군 비행장으로 공수해야 했으며, 일부 함정은 현장에서 승인 장비 목록을 즉석에서 수정해야 했다.
또 다른 문제는 훈련 지역의 거친 해상 조건으로 인해 목재 선체를 가진 보조 기뢰제거함(YMS, Auxiliary Motor Minesweeper)과 대잠 초계함(Submarine Chaser)이 손상을 입는 경우가 많았다는 점이었다.
이러한 함정을 수리할 수 있는 가장 가까운 정비 시설은 200해리(약 370km) 떨어진 더치 하버(Dutch Harbor)에 위치하고 있었으며, 결국 보조 기뢰제거함 한 척과 대잠 초계함 아홉 척이 더치 하버에서 대규모 수리를 받아야 했다. 이로 인해 대잠 초계함 훈련 일정이 8일간 지연되는 결과를 초래했다.
이러한 어려움에도 불구하고, 첫 번째 함대 인도 호송단(convoy)이 1945년 5월 28일 소련으로 출항했다. 이 호송단은 기뢰제거함 3척과 보조 기뢰제거함 5척으로 구성되었다.
이어 두 번째 호송단이 5월 30일 출항했으며, 기뢰제거함 3척과 대잠 초계함 6척이 포함되었다. 그러나 이 중 한 척의 대잠 초계함이 아닥(Adak)에서 수리를 위해 탈락했다.
세 번째 호송단은 6월 7일 출항했으며, 기뢰제거함 3척과 대잠 초계함 7척으로 구성되었다.
그러나 시애틀에서의 부실한 수리 작업과 보급 문제로 인해 대잠 초계함 인도 과정에 차질이 발생했다. 이에 따라 맥스웰 대령은 미 해군 제13 해군구역(13th Naval District) 소속 대잠 초계함 일부를 원래 예정된 함정 대신 소련에 인도하도록 조정해야 했다.
이러한 조치는 모든 함정을 1945년 10월 1일까지 소련에 이전해야 한다는 마감 기한을 맞추기 위한 긴급 대응책이었다.
1945년 5월 7일, 대형 보병 상륙정(LCI(L)) 30척의 이전을 위한 소련 해군 장교 100명과 병사 800명의 훈련이 시작되었다. 이 훈련은 두 개의 교육 과정으로 나뉘어 진행되었으며, 훌라 계획의 훈련 프로그램 중 가장 성공적인 사례로 평가되었다.
첫 번째 과정은 15일 동안 진행되었으며, 이를 통해 얻은 경험을 바탕으로 두 번째 과정은 9일로 단축되었다.
1945년 6월 11일, 네 번째 호송단이 콜드 베이를 출항했다. 이 호송단은 LCI(L) 4척, 기뢰제거함 2척, 대잠 초계함 6척으로 구성되었으며, 훌라 계획에서 처음으로 LCI(L)가 포함된 호송단이었다.
모든 소련군 LCI(L) 승무원들은 1945년 7월 말 이전에 자신들의 배를 타고 소련으로 출항했다.
타코마급 초계 프리깃함 30척은 훌라 계획에서 소련에 이전될 예정이었던 함정 중 가장 크고, 가장 강력한 무장을 갖추었으며, 비용이 가장 많이 든 함정이었다.
1945년 6월 12일, 소련 해군 제10 프리깃 사단 소속 장교 및 병사 572명이 소련 상선 펠릭스 제르진스키(Felix Dzerzhinski) 호를 타고 콜드 베이에 도착했다. 이들은 6월 14일부터 초계 프리깃함 운용 훈련을 시작했으며, 같은 날 첫 번째 초계 프리깃함 9척이 콜드 베이에 도착했다.
도착한 함정은 다음과 같다.
- USS Charlottesville (PF-25)
- USS Long Beach (PF-34)
- USS Belfast (PF-35)
- USS Glendale (PF-36)
- USS San Pedro (PF-37)
- USS Coronado (PF-38)
- USS Allentown (PF-52)
- USS Machias (PF-53)
- USS Sandusky (PF-54)

이후, 1945년 6월 15일에는 소련 상선 차이콥스키(Chaikovskii) 호를 통해 추가로 570명의 제10 프리깃 사단 인력이 도착했다.
첫 번째로 도착한 초계 프리깃함 9척에 더해, 6월 27일 USS Ogden (PF-39) 이 콜드 베이에 도착했다. 이 10척의 초계 프리깃함은 1945년 7월 12일 소련에 공식적으로 이전되었으며, 7월 15일 호송단을 이루어 콜드 베이를 출항했다.
1945년 여름, 소련에 이전될 예정이었던 부유식 정비창(Floating Workshop, YR) 4척은 미국 서해안에서 소련 극동 지역으로 항해하던 소련 상선들이 콜드 베이에 기항하는 동안 예인하여 소련으로 이동했다.
콜드 베이에서 근무한 소련과 미국 인력 간의 관계는 훌라 계획 기간 내내 우호적이고 협력적인 분위기를 유지했다. 훈련 성적이 우수한 소련군 훈련생들은 콜드 베이에 남아 후속으로 도착하는 소련군을 교육하는 미국 교관들과 함께 훈련을 지원하도록 배치되었다. 1945년 7월 31일까지, 훌라 계획을 통해 계획된 180척 중 100척이 소련에 인도되었다. 

## 소련의 전쟁 선포
스탈린의 약속대로, 소련은 독일이 항복한 지 정확히 3개월 후인 1945년 8월 8일 일본에 선전포고를 했으며, 다음 날부터 동북아시아에서 일본군에 대한 공세를 개시했다.
다른 연합국과 일본 간의 전투는 8월 15일(콜드 베이가 위치한 국제 날짜 변경선 서쪽에서는 8월 14일) 휴전 협정으로 중단되었으며, 일본은 1945년 9월 2일 도쿄만에서 미주리호(USS Missouri, BB-63) 함상에서 공식적으로 항복했다.
그러나 소련군은 9월 5일까지 공세 작전을 계속 진행하며,
- 만주국(일본 괴뢰국) 점령
- 한반도 북부 점령
- 사할린섬 남부 일본 영토인 가라후토 점령
- 쿠릴 열도 점령

등의 성과를 거두었다.
소련이 공식적으로 전쟁에 참여했음에도 불구하고, 훌라 계획은 여전히 비밀리에 진행되었으며, 엄격한 검열이 유지되었다. 
소련의 전쟁 참전은 콜드 베이에서의 소련-미국 협력을 더욱 강화하는 계기가 되었다. 맥스웰(Maxwell)과 포포프(Popov)는 소련의 공세를 지원하기 위해 훈련과 함정 이전을 가속화하여 보다 신속하게 소련군에 인도하는 작업을 추진했다.
이전에 훈련을 마친 소련군 인력들은 콜드 베이로 돌아와 새로 이전되는 함정의 핵심 승무원(nucleus crew)으로 배치되었으며, 나머지 승조원들의 훈련도 소련이 직접 함정을 운항할 수 있을 정도의 최소한의 교육만 진행하는 방식으로 조정되었다.
1945년 8월 25일, 해군 제3294특별부대(Navy Detachment 3294)는 소련군을 위한 마지막 이론 교육 과정을 공식적으로 완료했다.
1945년 9월 2일, 일본이 항복한 당일, 콜드 베이에서 소련 해군은 초계 프리깃함 USS Bayonne (PF-21)과 USS Poughkeepsie (PF-26)의 통제권을 공식적으로 인수했다.
이어 9월 4일, 훌라 계획에서 소련에 이전된 마지막 네 척의 함정이 콜드 베이에서 소련 해군에 정식 편입되었다. 이 함정들은 다음과 같다.
- USS Gloucester (PF-22)
- USS Newport (PF-27)
- USS Bath (PF-55)
- USS Evansville (PF-70)

## 훌라 계획 종결
1945년 9월 5일, 소련군이 쿠릴 열도 점령을 완료한 지 몇 시간 후, 맥스웰은 이미 훈련을 받고 있는 소련 승조원이 배정된 함정을 제외한 모든 함정의 이전을 중단하라는 명령을 받았다. 이 명령으로 인해 초계 프리깃함 2척, 보조 기뢰제거함 5척, 대잠 초계함 24척의 이전이 취소되었다.
이전이 예정되었던 일부 함정은 이미 미국 서해안에서 콜드 베이로 항해 중이었으며, 그중에는 초계 프리깃함 USS Annapolis (PF-15)와 USS Bangor (PF-16) 도 포함되어 있었다. 다른 함정들은 회항했지만, Annapolis와 Bangor는 콜드 베이까지 항해를 계속하여, 미국 본토로 돌아갈 필요가 있는 미군 인력을 태운 후 시애틀로 귀환했다. 
콜드 베이에서는 소련과 미국 양측이 훌라 계획의 종료 작업을 진행했다.
소련에 마지막으로 이전된 초계 프리깃함 4척은 추가 훈련과 시험 항해(shakedown)를 거친 후, 1945년 9월 17일 최종 호송단을 구성하여 소련으로 출항했다.
소련 해군 제5 독립 함대 분견대(5th Independent Detachment)의 남은 인력—포포프 제독과 참모진, 그리고 이전이 취소된 31척의 함정에 배정되었던 미완 훈련 승무원들—은 9월 27일 소련 상선 칼 슈르츠(Carl Schurz)호를 타고 콜드 베이를 떠나 소련으로 돌아갔다.
맥스웰은 1945년 9월 30일을 기해 콜드 베이 해군 기지를 공식적으로 폐쇄했다.

## 훈련 및 이전 결과
훌라 계획은 "제2차 세계 대전에서 가장 크고 야심 찬 함정 이전 프로그램" 이었다.
1945년 4월 16일 콜드 베이에서 훈련이 시작된 이후, 9월 4일 마지막 네 척의 함정이 이전될 때까지 총 142일 동안 미 해군 제3294특별부대는 약 12,000명의 소련 해군 인력(장교 750명, 병사 11,250명)을 훈련하고 149척의 함정 및 선박을 이전했다.
이전된 함정 목록은 다음과 같다.
- 초계 프리깃함(PF) 28척
- 기뢰제거함(AM) 24척
- 대형 보병 상륙정(LCI(L)) 30척
- 보조 기뢰제거함(YMS) 31척
- 대잠 초계함(SC) 32척
- 부유식 정비창(YR) 4척

소련 해군은 이전받은 함정을 자국식으로 재분류하고 새로운 명칭을 부여했다.
- 초계 프리깃함(PF) → 스토로제보이 코라블(storozhevoi korabl, "호위함"), EK(ЭК)로 지정
- 기뢰제거함(AM) 및 보조 기뢰제거함(YMS) → 트랄쉬크(tralshik, "기뢰제거함"), T(Т)로 지정
- 대형 보병 상륙정(LCI(L)) → 데산트니예 수다(desantiye suda, "상륙함"), DS(ДС)로 지정
- 대잠 초계함(SC) → 볼시예 오호트니키 자 포드보드니미 로드카미(bolshiye okhotniki za podvodnimi lodkami, "대형 대잠초계함"), BO(БО)로 지정
- 모든 함정은 소련 해군에서 별도의 이름을 부여받지 않았다.

1945년 8월 말, 포포프 제독은 콜드 베이에서 맥스웰에게 보고를 하며, 훌라 계획에서 이전된 LCI(L) 상륙정이 페트로파블롭스크-캄차츠키에 도착한 지 불과 10일 만에 쿠릴 열도 상륙 작전에 중요한 역할을 수행했으며, 다른 함정들도 북한과 사할린 남부에서의 소련군 작전에 참여했다고 전했다. 그러나 손실에 대한 언급은 없었다.
훌라 계획에서 이전된 함정 중 다섯 척의 상륙정(DS)들이 전투 중 격침되었다.
- DS-1 (구 USS LCI(L)-672)
- DS-5 (구 USS LCI(L)-525)
- DS-9 (구 USS LCI(L)-554)
- DS-43 (구 USS LCI(L)-943)
- DS-47 (구 USS LCI(L)-671)

이들은 1945년 8월 18일, 슘슈섬(Shumshu) 상륙 작전 중 일본 해안 포대의 공격을 받아 침몰했다.
미 해군은 함정을 이전하는 당일 퇴역 처리하였으며, 소련 해군은 이를 동시에 취역 처리했다. 부유식 정비창(YR) 4척은 1945년 여름, 소련 상선에 의해 예인되었으며, 공식 이전 목록에는 포함되지 않았다. 

## 전후 상황
미국 법에 따르면, 무기대여법(Lend-Lease)으로 외국에 이전된 모든 함정은 제2차 세계 대전 종료 후 미국에 반환되어야 했다. 이에 따라 1946년 2월, 미국은 소련과 함정 반환 협상을 시작했다. 그러나 제2차 세계 대전 이후 냉전이 시작되면서 소련과 서방 연합국 간의 관계가 급속히 악화되었으며, 이는 함정 반환 과정에도 큰 장애가 되었다.
훌라 계획에서 이전된 함정 중 전투 중 격침된 LCI(L) 5척과 1945년에 침몰한 보조 기뢰제거함 1척을 제외한 총 143척이 반환 대상이었다.
1947년 3월 7일, 미국 해군장관 제임스 V. 포레스탈(James V. Forrestal) 은 미 국무부에 소련이 반환해야 할 전함 목록을 제출했으며, 이 목록에는 훌라 계획에서 소련에 이전된 28척의 초계 프리깃함이 포함되어 있었다.
1948년, 소련은 초계 프리깃함 반환을 최종적으로 승인했으며, 1949년 10월과 11월 사이 27척이 미국에 반환되었다. 그러나 EK-3(구 USS Belfast, PF-35)는 1948년 11월 17일 페트로파블롭스크-캄차츠키 인근에서 폭풍으로 좌초되어 거의 침몰했으며, 경제적 수리 가치가 없다고 판단되어 미국에 반환되지 않고 1960년 소련에서 해체되었다.
미 해군이 특히 반환을 요구했던 25척의 LCI(L) 상륙정에 대한 협상은 더 오랜 시간이 걸렸으나, 결국 소련은 1955년 15척을 반환했다.
1957년까지 미국 해군정보국(Office of Naval Intelligence)은 훌라 계획에서 소련이 받은 149척 중 소련이 여전히 보유하고 있는 18척만이 운용 가능한 상태라고 보고했다. 이들 함정은 다음과 같았다.
- 기뢰제거함(AM) 9척
- 대잠 초계함(SC) 5척
- 부유식 정비창(YR) 4척

아이러니하게도, 미국 해군은 반환된 함정 대부분을 실제로 원하지 않았다. 이미 이전된 함정들은 노후화되어 전력 가치가 떨어졌고, 반환 후 보관 및 폐기 비용이 부담되었기 때문이다. 결국, 일부 함정은 형식적으로만 미국에 반환된 후, 다시 소련에서 고철로 매각되거나 소련 해역에서 직접 폐기되었다.
소련은 보조 기뢰제거함(YMS) 2척을 중화인민공화국(중국)에 넘겼으며, 1955년 15척의 LCI(L)가 반환된 후에도 소련에 남아 있던 97척의 훌라 계획 함정 중 81척은 고철로 매각되었고, 16척은 나홋카(Nakhodka) 연안에서 폐기된 것으로 추정된다.

## 참고문헌
Russell, Richard A. (1997). Project Hula: Secret Soviet-American Cooperation in the War Against Japan. Washington, D.C.: Naval Historical Center. ISBN 0-945274-35-1.